# اریتروکسیلاسه
اریتروکسیلاسه یا خانوادهٔ گیاهان کوکا، (به انگلیسی: Erythroxylaceae) خانواده‌ای از درختان و درختچه‌های گلدار بوده که متشکل از ۴ سرده و ۲۷۱ گونه است.
شناخته شده‌ترین گونه‌های این خانواده، گیاهان کوکا (مانند Erythroxylum coca) هستند که حاوی آلکالوئید کوکائین می‌باشند. این ترکیب به‌طور طبیعی در برگ‌های این گیاهان سنتز می‌شود و نقش دفاعی در برابر حشرات گیاهخوار دارد.

### توزیع جغرافیایی
این خانواده عمدتاً در مناطق گرمسیری و نیمه‌گرمسیری آمریکای جنوبی، آفریقا، و ماداگاسکار پراکنده است. برخی گونه‌های Erythroxylum در آسیای جنوب شرقی نیز گزارش شده‌اند.

### ویژگی‌های گیاه‌شناسی
- برگ‌ها: ساده، متناوب، و اغلب دارای نقاط شفاف حاوی کریستال‌های اگزالات کلسیم.
- گل‌ها: کوچک، سفید یا زردکمرنگ، و دارای ۵ گلبرگ آزاد.
- میوه: شفت کوچک و اغلب قرمز رنگ که توسط پرندگان پراکنده می‌شود.[۸]

### کاربردهای تاریخی و امروزی
بومیان آند از برگ‌های کوکا به‌عنوان محرک و برای کاهش خستگی در ارتفاعات بالا استفاده می‌کردند. امروزه، استخراج کوکائین از این گیاهان به دلیل سوءمصرف، تحت کنترل بین‌المللی قرار دارد.